# Pere Gené
Pere Gené (Barcelona, 1939) és un músic, compositor i cantant català, conegut per ser el fundador i líder de Lone Star, un dels primers grups de rock a l'Estat espanyol. La seva família era aficionada a l'òpera, fet que va marcar el seu interès primerenc per la música. Va estudiar al Conservatori del Liceu, on es va graduar en piano i música de cambra amb qualificacions excel·lents, Gené va renunciar a una carrera com a concertista després d’un viatge a Anglaterra, on va descobrir el rock and roll i el blues i l'ambient cultural dels teddy boys.
L’any 1958 va crear Lone Star, una banda que es convertiria en un grup emblemàtic del panorama musical de les dècades de 1960 i 1970. Van destacar per la qualitat de les seves interpretacions i per ser pioners en incorporar elements de jazz i rock progressiu. El grup va obtenir diversos reconeixements, incloent-hi la participació en esdeveniments internacionals com el Festival de Knokke (Bèlgica), on Gené va representar Espanya en la categoria de rock. Entre els concerts més emblemàtics de Lone Star destaca l’actuació al Palau de la Música Catalana, sent el primer grup de rock en tocar-hi.
Gené va destacar no només com a líder del grup, sinó també per la seva habilitat per innovar, tant en les interpretacions com en les composicions. Va ser l'autor de temes emblemàtics com Mi calle i La trilogía, que van marcar una època. Al llarg de la seva carrera, va explorar diferents gèneres musicals, i va impulsar l'ús del català en les seves cançons, en una època de gran repressió lingüística, amb temes com Punta d’alba i L’amor se’n va.
El músic també ha contribuït al reconeixement històric del rock en l'àmbit estatal amb el llibre Dejadme que os cuente algo del grupo Lone Star (Editorial Milenio), escrit amb l’ajuda del periodista Sergio Martos. Aquesta obra, en part autobiogràfica, posa de manifest el seu compromís per preservar la memòria cultural de tota una generació de músics.
Pere Gené ha estat descrit per figures com Santiago Auserón i Teddy Bautista com un dels grans noms del rock espanyol, gràcies a una veu i una presència escènica inconfusibles. Malgrat els reptes del context cultural i polític de l'època, la seva influència i trajectòria continuen sent referents indiscutibles en la història de la música popular moderna. Lone Star es va dissoldre oficialment l’any 1982, però Gené va continuar la seva carrera musical amb projectes en solitari, com el disc Boomerang (2014), on va col·laborar amb diversos artistes, com ara, Kitflus (Iceberg, Pegasus) o David Palau.